# Copa de la CEI 2004
La Copa de la CEI 2004 es la 12.ª edición de este torneo de fútbol a nivel de clubes organizado por la Unión de Fútbol de Rusia y que cuenta con la participación de 16 equipos de los países que antes conformaban la Unión Soviética.
El FC Dinamo Tbilisi de Georgia venció al Skonto FC de Letonia en la final jugada en Moscú para ser el primer equipo de Georgia en ganar el torneo.

## Participantes
| Equipo                     | Clasificación                                                             | Apariciones |
| -------------------------- | ------------------------------------------------------------------------- | ----------- |
| CSKA Moscú                 | Campeón de la 2003 Russian Premier League                                 | 1           |
| FC Dynamo Kiev             | Campeón de la 2002–03 Vyshcha Liha                                        | 8           |
| Gomel                      | Campeón de la 2003 Belarusian Premier League                              | 1           |
| FBK Kaunas                 | Campeón de la 2003 A Lyga                                                 | 6           |
| Skonto Riga                | Campeón de la 2003 Latvian Higher League                                  | 12          |
| Flora Tallinn              | Campeón de la 2003 Meistriliiga                                           | 5           |
| Sheriff Tiraspol           | Campeón de la 2002–03 Moldovan National Division                          | 3           |
| Dinamo Tbilisi             | Campeón de la 2002–03 Umaglesi Liga                                       | 9           |
| Pyunik Yerevan             | Campeón de la 2003 Armenian Premier League                                | 5           |
| Qarabağ-Azersun Agdam      | Líder de la 2003–04 Azerbaijan Top League a mitad de temporada            | 2           |
| Irtysh Pavlodar            | Campeón de la 2003 Kazakhstan Premier League                              | 5           |
| Pakhtakor Tashkent         | Campeón de la 2003 Uzbek League                                           | 3           |
| Regar-TadAZ Tursunzoda     | Campeón de la 2003 Tajik League                                           | 4           |
| Nisa Aşgabat               | Campeón de la 2003 Ýokary Liga                                            | 3           |
| Zhashtyk-Ak-Altyn Kara-Suu | Campeón de la 2003 Kyrgyzstan League                                      | 2           |
| Rusia U19                  | Participante no oficial, no es elegible para avanzar de la fase de grupos | 5           |

## Fase de grupos

### Grupo A
| Equipo                 | J | G | E | P | GF | GC | GD | Pts |
| ---------------------- | - | - | - | - | -- | -- | -- | --- |
| CSKA Moscú             | 3 | 2 | 1 | 0 | 6  | 4  | +2 | 7   |
| Gomel                  | 3 | 1 | 2 | 0 | 6  | 5  | +1 | 5   |
| Pakhtakor Tashkent     | 3 | 1 | 1 | 1 | 4  | 4  | 0  | 4   |
| Regar-TadAZ Tursunzoda | 3 | 0 | 0 | 3 | 2  | 5  | -3 | 0   |

| 17 de enero de 2004 | CSKA Moscú             | 2 – 2 | Gomel                         | Olympic Sport Complex, Moscú                                |                                                             |
|                     | Rodin 3' · Mazalov 13' |       | Bliznyuk 12' · Lukashenko 43' | Asistencia: 2,000 espectadores Árbitro(s): Vitaliy Hodulyan | Asistencia: 2,000 espectadores Árbitro(s): Vitaliy Hodulyan |

| 17 de enero de 2004 | Regar-TadAZ Tursunzoda | 0 – 1 | Pakhtakor Tashkent | Spartak Manege, Moscú                                 |                                                       |
|                     |                        |       | Bikmaev 70'        | Asistencia: 500 espectadores Árbitro(s): Raivo Lattik | Asistencia: 500 espectadores Árbitro(s): Raivo Lattik |

| 18 de enero de 2004 | Pakhtakor Tashkent | 1 – 2 | CSKA Moscú                 | Olympic Sport Complex, Moscú                                |                                                             |
|                     | Z.Tadjiyev 17'     |       | Yanovsky 31' · Samodin 85' | Asistencia: 1,800 espectadores Árbitro(s): Karen Nalbandyan | Asistencia: 1,800 espectadores Árbitro(s): Karen Nalbandyan |

| 18 de enero de 2004 | Gomel                      | 2 – 1 | Regar-TadAZ Tursunzoda | Spartak Manege, Moscú                                     |                                                           |
|                     | Suchkow 75' · Shahoyka 89' |       | Irgashev 30'           | Asistencia: 500 espectadores Árbitro(s): Veaceslav Banari | Asistencia: 500 espectadores Árbitro(s): Veaceslav Banari |

| 20 de enero de 2004 | CSKA Moscú                       | 2 – 1 | Regar-TadAZ Tursunzoda | Olympic Sport Complex, Moscú                                |                                                             |
|                     | Mazalov 48' · Samodin 58' (pen.) |       | Khamidov 86' (pen.)    | Asistencia: 800 espectadores Árbitro(s): Paulius Malžinskas | Asistencia: 800 espectadores Árbitro(s): Paulius Malžinskas |

| 20 de enero de 2004 | Gomel                     | 2 – 2 | Pakhtakor Tashkent                  | Spartak Manege, Moscú                                  |                                                        |
|                     | Usaw 21' · Zabolotsky 75' |       | Magdeev 54' · Djeparov 90+3' (pen.) | Asistencia: 700 espectadores Árbitro(s): Romāns Lajuks | Asistencia: 700 espectadores Árbitro(s): Romāns Lajuks |

### Grupo B
| Equipo                     | J | G | E | P | GF | GC | GD  | Pts |
| -------------------------- | - | - | - | - | -- | -- | --- | --- |
| Dinamo Tbilisi             | 3 | 2 | 1 | 0 | 14 | 6  | +8  | 7   |
| Skonto Riga                | 3 | 2 | 1 | 0 | 11 | 3  | +8  | 7   |
| Irtysh Pavlodar            | 3 | 1 | 0 | 2 | 8  | 8  | 0   | 3   |
| Zhashtyk-Ak-Altyn Kara-Suu | 3 | 0 | 0 | 3 | 2  | 18 | -16 | 0   |

| 17 de enero de 2004 | Skonto Riga                | 2 – 1 | Irtysh Pavlodar | Olympic Sport Complex, Moscú                             |                                                          |
|                     | Miholaps 34' · Buitkus 78' |       | Nurdauletov 52' | Asistencia: 1,000 espectadores Árbitro(s): Yuri Baskakov | Asistencia: 1,000 espectadores Árbitro(s): Yuri Baskakov |

| 17 de enero de 2004 | Zhashtyk-Ak-Altyn Kara-Suu | 1 – 7 | Dinamo Tbilisi                                                                           | Spartak Manege, Moscú                                  |                                                        |
|                     | Chikishev 70'              |       | Daraselia 16' 17' · Iashvili 49' · Aleksidze 53' · Burduli 60' 89' (pen.) · Melkadze 75' | Asistencia: 400 espectadores Árbitro(s): Mamed Mamedov | Asistencia: 400 espectadores Árbitro(s): Mamed Mamedov |

| 18 de enero de 2004 | Dinamo Tbilisi             | 2 – 2 | Skonto Riga                   | Olympic Sport Complex, Moscú                               |                                                            |
|                     | Iashvili 6' · Melkadze 78' |       | Miholaps 39' · Korgalidze 45' | Asistencia: 1,500 espectadores Árbitro(s): Valentin Ivanov | Asistencia: 1,500 espectadores Árbitro(s): Valentin Ivanov |

| 18 de enero de 2004 | Irtysh Pavlodar                                | 4 – 1 | Zhashtyk-Ak-Altyn Kara-Suu | Spartak Manege, Moscú                                       |                                                             |
|                     | Ivanov 30' 49' · Zheilitbayev 33' · Agaýew 45' |       | Koshbekov 90'              | Asistencia: 300 espectadores Árbitro(s): Vladislav Tseytlin | Asistencia: 300 espectadores Árbitro(s): Vladislav Tseytlin |

| 20 de enero de 2004 | Dinamo Tbilisi                                                                   | 5 – 3 | Irtysh Pavlodar                                | Olympic Sport Complex, Moscú                              |                                                           |
|                     | Daraselia 15' · Anchabadze 18' · Aleksidze 25' · Burduli 45' · Shashiashvili 56' |       | Agaýew 43' · Usmonov 48' · Davletov 71' (pen.) | Asistencia: 1,000 espectadores Árbitro(s): Nikolai Ivanov | Asistencia: 1,000 espectadores Árbitro(s): Nikolai Ivanov |

| 20 de enero de 2004 | Skonto Riga                                                                           | 7 – 0 | Zhashtyk-Ak-Altyn Kara-Suu | Spartak Manege, Moscú                                      |                                                            |
|                     | Miholaps 25' 65' (pen.) · Blanks 45' · Kalniņš 46' 52' · Ševļakovs 57' · Starkovs 66' |       |                            | Asistencia: 300 espectadores Árbitro(s): Rahmon Murtazayev | Asistencia: 300 espectadores Árbitro(s): Rahmon Murtazayev |

### Grupo C
| Equipo         | J | G | E | P | GF | GC | GD | Pts |
| -------------- | - | - | - | - | -- | -- | -- | --- |
| FC Dynamo Kiev | 3 | 2 | 1 | 0 | 6  | 1  | +5 | 7   |
| Flora Tallinn  | 3 | 2 | 0 | 1 | 3  | 4  | -1 | 6   |
| Pyunik Yerevan | 3 | 1 | 0 | 2 | 2  | 2  | 0  | 3   |
| Nisa Aşgabat   | 3 | 0 | 1 | 2 | 2  | 5  | -3 | 1   |

| 17 de enero de 2004 | FC Dynamo Kiev  | 1 – 1 | Nisa Aşgabat   | Olympic Sport Complex, Moscú                                 |                                                              |
|                     | Khatskevich 44' |       | Daý.Urazow 83' | Asistencia: 1,500 espectadores Árbitro(s): Levan Paniashvili | Asistencia: 1,500 espectadores Árbitro(s): Levan Paniashvili |

| 17 de enero de 2004 | Flora Tallinn        | 1 – 0 | Pyunik Yerevan | Spartak Manege, Moscú                                |                                                      |
|                     | Zahovaiko 32' (pen.) |       |                | Asistencia: 300 espectadores Árbitro(s): Igor Kister | Asistencia: 300 espectadores Árbitro(s): Igor Kister |

| 18 de enero de 2004 | Pyunik Yerevan | 0 – 1 | FC Dynamo Kiev  | Olympic Sport Complex, Moscú                              |                                                           |
|                     |                |       | Melaschenko 14' | Asistencia: 1,500 espectadores Árbitro(s): Aleksei Tyumin | Asistencia: 1,500 espectadores Árbitro(s): Aleksei Tyumin |

| 18 de enero de 2004 | Nisa Aşgabat | 0 – 2 | Flora Tallinn                | Spartak Manege, Moscú                                     |                                                           |
|                     |              |       | Viikmäe 55' · Sidorenkov 64' | Asistencia: 300 espectadores Árbitro(s): Imankhan Sultani | Asistencia: 300 espectadores Árbitro(s): Imankhan Sultani |

| 20 de enero de 2004 | FC Dynamo Kiev                                                        | 4 – 0 | Flora Tallinn | Olympic Sport Complex, Moscú                                 |                                                              |
|                     | Khatskevich 11' · Česnauskis 25' · Vorobey 60' · Milevskiy 81' (pen.) |       |               | Asistencia: 1,000 espectadores Árbitro(s): Alexander Gonchar | Asistencia: 1,000 espectadores Árbitro(s): Alexander Gonchar |

| 20 de enero de 2004 | Pyunik Yerevan                   | 2 – 1 | Nisa Aşgabat   | Spartak Manege, Moscú                                |                                                      |
|                     | Tadevosyan 85' · Grigoryan 90+3' |       | Daý.Urazow 35' | Asistencia: 300 espectadores Árbitro(s): Igor Kister | Asistencia: 300 espectadores Árbitro(s): Igor Kister |

### Grupo D

#### Tabla No Oficial
| Equipo                | J | G | E | P | GF | GC | GD | Pts |
| --------------------- | - | - | - | - | -- | -- | -- | --- |
| FBK Kaunas            | 3 | 2 | 1 | 0 | 5  | 0  | +5 | 7   |
| Rusia U19             | 3 | 1 | 1 | 1 | 2  | 3  | -1 | 4   |
| Sheriff Tiraspol      | 3 | 0 | 3 | 0 | 1  | 1  | 0  | 3   |
| Qarabağ-Azersun Agdam | 3 | 0 | 1 | 2 | 0  | 4  | -4 | 1   |

#### Tabla Oficial
| Equipo                | J | G | E | P | GF | GC | GD | Pts |
| --------------------- | - | - | - | - | -- | -- | -- | --- |
| FBK Kaunas            | 2 | 2 | 0 | 0 | 3  | 0  | +3 | 4   |
| Sheriff Tiraspol      | 2 | 0 | 2 | 0 | 0  | 0  | 0  | 2   |
| Qarabağ-Azersun Agdam | 2 | 0 | 1 | 1 | 0  | 3  | -3 | 1   |

| 17 de enero de 2004 | Sheriff Tiraspol | 0 – 0 | FBK Kaunas | Olympic Sport Complex, Moscú                                      |  |
|                     |                  |       |            | Asistencia: 500 espectadores Árbitro(s): Sergey Shmolik (Belarus) |  |

| 17 de enero de 2004 | Qarabağ-Azersun Agdam | 0 – 1 | Rusia U19    | Spartak Manege, Moscú                                        |                                                              |
|                     |                       |       | Melnikov 20' | Asistencia: 800 espectadores Árbitro(s): Kadyrbek Chynybekov | Asistencia: 800 espectadores Árbitro(s): Kadyrbek Chynybekov |

| 18 de enero de 2004 | Qarabağ-Azersun Agdam | 0 – 0 | Sheriff Tiraspol | Olympic Sport Complex, Moscú                               |  |
|                     |                       |       |                  | Asistencia: 500 espectadores Árbitro(s): Aleksandr Gvardis |  |

| 18 de enero de 2004 | Rusia U19 | 0 – 2 | FBK Kaunas                                | Spartak Manege, Moscú                                      |                                                            |
|                     |           |       | Bezykornovas 34' (pen.) · Rimkevičius 55' | Asistencia: 500 espectadores Árbitro(s): Rahmon Murtazayev | Asistencia: 500 espectadores Árbitro(s): Rahmon Murtazayev |

| 20 de enero de 2004 | FBK Kaunas                   | 3 – 0 | Qarabağ-Azersun Agdam | Olympic Sport Complex, Moscú                                 |                                                              |
|                     | Opic 23' 34' · Žvingilas 83' |       |                       | Asistencia: 1,000 espectadores Árbitro(s): Levan Paniashvili | Asistencia: 1,000 espectadores Árbitro(s): Levan Paniashvili |

| 20 de enero de 2004 | Sheriff Tiraspol | 1 – 1 | Rusia U19 | Spartak Manege, Moscú                                       |                                                             |
|                     | Leandro 38'      |       | Sapin 80' | Asistencia: 300 espectadores Árbitro(s): Vladislav Tseytlin | Asistencia: 300 espectadores Árbitro(s): Vladislav Tseytlin |

## Fase Final

### Cuartos de final
| 21 de enero de 2004 | FBK Kaunas                               | 2 – 2 (3 – 2 p.)           | Flora Tallinn                                | Olympic Sport Complex, Moscú                                |                                                             |
|                     | Sanajevas 42' · Rähn 44' (a.g.)          |                            | Rooba 26' · Sidorenkov 84'                   | Asistencia: 1,000 espectadores Árbitro(s): Vitaliy Hodulyan | Asistencia: 1,000 espectadores Árbitro(s): Vitaliy Hodulyan |
|                     |                                          | Tiros desde el punto penal |                                              |                                                             |                                                             |
|                     | Beniušis · Pastva · Papečkys · Regelskis |                            | Rooba · Zahovaiko · Reim · Piiroja · Viikmäe |                                                             |                                                             |

| 21 de enero de 2004 | Dinamo Tbilisi                                                  | 4 – 1 | Gomel           | Olympic Sport Complex, Moscú                             |                                                          |
|                     | Aleksidze 2' · Melkadze 10' · Shashiashvili 35' · Daraselia 72' |       | Usaw 21' (pen.) | Asistencia: 1,000 espectadores Árbitro(s): Yuri Baskakov | Asistencia: 1,000 espectadores Árbitro(s): Yuri Baskakov |

| 21 de enero de 2004 | FC Dynamo Kiev | 0 – 1 | Sheriff Tiraspol | Olympic Sport Complex, Moscú                                |                                                             |
|                     |                |       | Barîșev 70'      | Asistencia: 1,000 espectadores Árbitro(s): Imankhan Sultani | Asistencia: 1,000 espectadores Árbitro(s): Imankhan Sultani |

| 21 de enero de 2004 | CSKA Moscú | 0 – 1 | Skonto Riga | Olympic Sport Complex, Moscú                              |                                                           |
|                     |            |       | Buitkus 32' | Asistencia: 1,000 espectadores Árbitro(s): Sergey Shmolik | Asistencia: 1,000 espectadores Árbitro(s): Sergey Shmolik |

### Semifinales
| 23 de enero de 2004 | Dinamo Tbilisi                       | 2 – 1 | Sheriff Tiraspol | Olympic Sport Complex, Moscú                             |                                                          |
|                     | Gogoberishvili 45+1' · Daraselia 72' |       | Barîșev 14'      | Asistencia: 1,500 espectadores Árbitro(s): Romāns Lajuks | Asistencia: 1,500 espectadores Árbitro(s): Romāns Lajuks |

| 23 de enero de 2004 | FBK Kaunas | 0 – 1 | Skonto Riga    | Olympic Sport Complex, Moscú                                |                                                             |
|                     |            |       | Korgalidze 80' | Asistencia: 1,000 espectadores Árbitro(s): Karen Nalbandyan | Asistencia: 1,000 espectadores Árbitro(s): Karen Nalbandyan |

### Final
| 25 de enero de 2004                                                  | Dinamo Tbilisi                                 | 3 – 1 | Skonto Riga | Olympic Sport Complex, Moscú                               |                                                            |
|                                                                      | Daraselia 44' · Aleksidze 73' · Kvirkvelia 85' |       | Kalniņš 85' | Asistencia: 3,000 espectadores Árbitro(s): Valentin Ivanov | Asistencia: 3,000 espectadores Árbitro(s): Valentin Ivanov |
| FC Dinamo Tbilisi es el primer equipo de Georgia en ganar el torneo. |                                                |       |             |                                                            |                                                            |

## Campeón
| Copa de la CEI 2004         |
| --------------------------- |
| Bandera de Georgia          |
| FC Dinamo Tbilisi 1º Título |

## Máximos goleadores
| # | Futbolista       | Equipo         | Goles |
| - | ---------------- | -------------- | ----- |
| 1 | Vitaly Daraselia | Dinamo Tbilisi | 6     |
| 2 | Rati Aleksidze   | Dinamo Tbilisi | 4     |
| 2 | Mihails Miholaps | Skonto Riga    | 4     |
| 4 | Vladimir Burduli | Dinamo Tbilisi | 3     |
| 4 | Levan Melkadze   | Dinamo Tbilisi | 3     |
| 4 | Gatis Kalniņš    | Skonto Riga    | 3     |